# 1610 az irodalomban
Az 1610. év az irodalomban.

## Események
- Ben Jonson legsikerültebbnek tartott komédiája, Az alkimista (The Alchemist) bemutatója Londonban.

## Publikációk
- Szenczi Molnár Albert nyelvtana: Novae Grammaticæ Ungaricæ (Új magyar nyelvtan, Hanau).

## Születések
- július 1. körül – Paul Scarron francia költő, író, drámaíró († 1660)
- 1610 vagy 1611 ? – Li Jü kínai író, színi direktor, színműíró († 1680)

## Halálozások
- október 10. – Bernardino Baldi itáliai matematikus, polihisztor, költő, író (* 1533)